# Admiralenbuurt
Die Admiralenbuurt (deutsch Admiralenviertel) besteht seit den 1920er Jahren und ist seit 2010 ein Stadtteil im Bezirk Amsterdam-West, Provinz Nordholland.

## Geschichte
In den 1920er Jahren wurde der Stadtteil als Wohnviertel von dem damals bestehende „Plan West“ angelegt, der zur Stadtausbreitung in der früheren Gemeinde Sloten gedacht war. Seit Mai 2010 gehört Sloten, mit der neuen Einteilung der Stadtbezirke von Amsterdam, zum westlichen Stadtbezirk von Amsterdam. Zwischen 1990 und 2010 gehörte die Admiralenbuurt zu dem Stadtteil De Baarsjes. 1924 erhielt die „buurt“ (deutsch: Wohnviertel) ihren Namen nach holländischen Admirälen. Auch sind viele Straßennamen nach ihnen benannt. Die Haupt- beziehungsweise Geschäftsstraße ist die Jan van Evertsenstraat die 2005 und 2012 renoviert wurde.

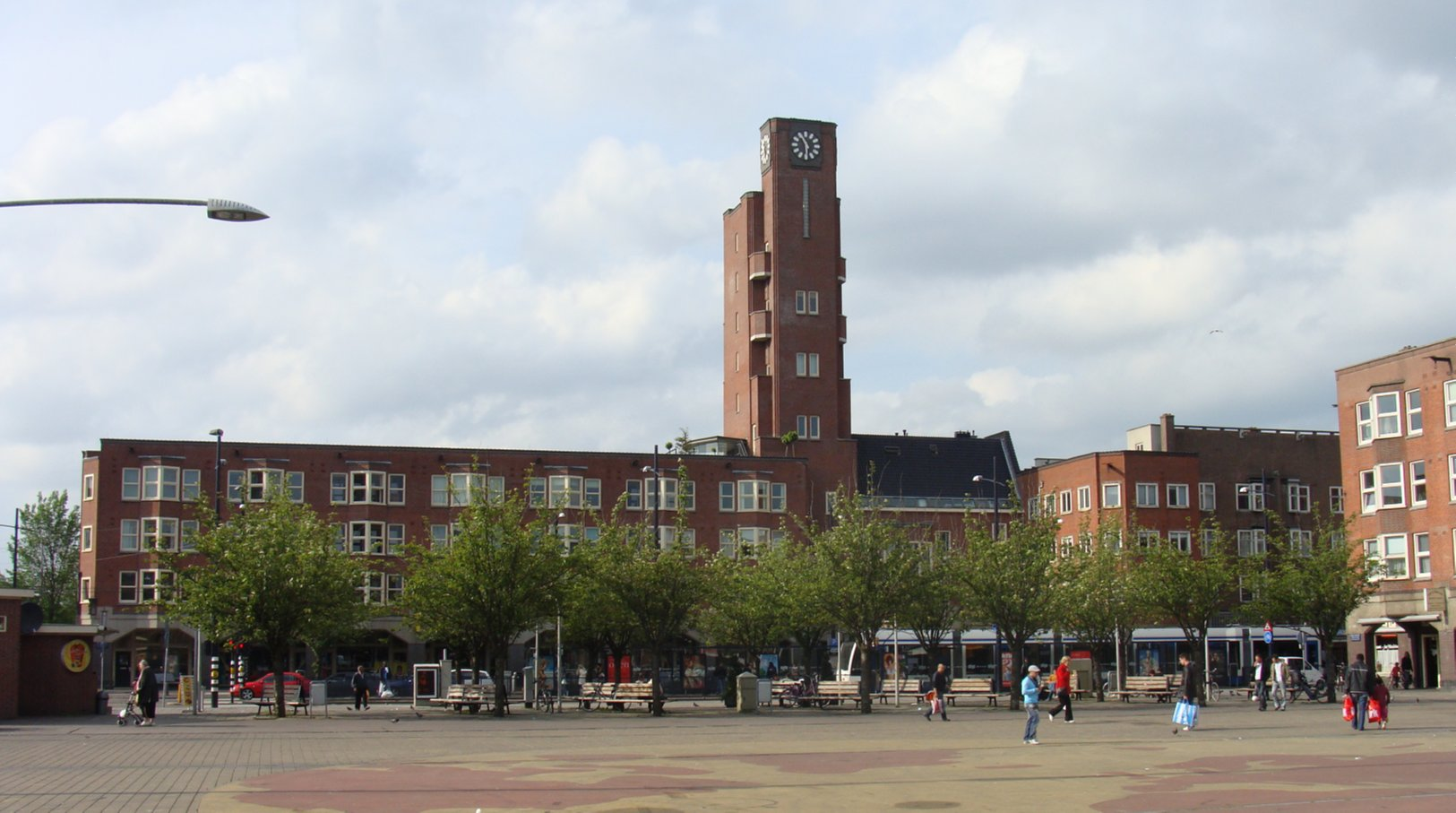
Mercatorplein

Quer durch das Viertel verläuft die Admiralengracht (früherer Name: „Molensloot“). Am Ende der Gracht liegt der Erasmuspark. Mittelpunkt der Admiralenbuurt ist der Platz Mercatorplein, genannt nach dem Kartografen und Philosophen Gerardus Mercator. 1925 wurde der „Plein“ (Platz) nach Entwürfen des niederländischen Architekten H.P. Berlage angelegt. Am Mercatorplein halten die 
Straßenbahnen Nr. 7 und 13. Die Nr. 7 fährt Richtung: Kinkerbrug – Witte de Withstraat – Jan Evertsenstraat – Mercatorplein – Hoofdweg – Bos en Lommerplein und die Nr. 13: Wiegbrug – Admiraal de Ruijterweg – Jan Evertsenstraat – Mercatorplein – Jan Evertsenstraat.